# 도니 무어
도니 레이 무어(Donnie Ray Moore, 1954년 2월 13일 ~ 1989년 7월 18일)는 1975년부터 1988년까지 메이저 리그 베이스볼에서 구원 투수로 활동한 미국의 야구 선수다.

## 선수 경력

### 1986년 아메리칸 리그 챔피언십 시리즈
1986년 10월 12일 미국 애너하임에서 개최된 아메리칸 리그 챔피언십 시리즈 5차전에서, 8회까지 캘리포니아 에인절스는 보스턴 레드삭스에게 5-2로 앞서 있었다. 당시 에인절스의 챔피언십 시리즈 전적은 3승 1패로, 1승만 더하면 처음으로 월드 시리즈에 진출할 수 있었다.
5차전 9회초, 레드삭스의 돈 베일러가 2점 홈런을 날려 4-5로 추격했고, 이후 투 아웃에 주자가 한 명 있는 상황에서 무어가 등판했다. 2볼 2스트라이크 상황에서 무어는 스트라이크 하나만 던지면 월드 시리즈에 진출할 수 있었으나, 무어가 던진 공은 데이브 헨더슨의 방망이에 맞았고, 이는 역전 2점 홈런으로 이어졌다. 레드삭스는 6-5로 역전에 성공했으며, 이후 에인절스는 9회말에 1점을 더해 연장전에 돌입했으나, 연장 접전 끝에 6-7로 패했다.
에인절스는 이 경기에서 패하여 3승 2패로 쫒긴 후, 나머지 두 경기마저 패해 3승 4패로 탈락, 레드삭스에게 월드 시리즈 진출권을 내주게 되었다.

### 이후
도니 무어는 메이저 리그에서 2년을 더 뛴 후 방출되었으며, 1989년 캔자스시티 로열스에 입단했으나, 마이너 리그에서만 활동하다가 또 방출되었다.

## 죽음
1989년 7월 18일, 무어는 아내인 토냐와 말다툼을 한 후 토냐에게 권총을 쏘았다. 토냐는 살아남았으나, 무어는 이후 자신의 머리에 총을 겨누고 자살했다.

## 참고 문헌
- “[MLB] 시간탐험 (23) - 공 하나에 무너진 인생”. 《중앙일보》. 2002년 2월 25일. 2025년 8월 2일에 확인함.
- 기영노 (2005년 11월 23일). “홈런 맞았다고 죽고 자책골 넣었다고 죽이고”. 《주간동아》. 2025년 7월 17일에 확인함.